# Pape Moussa Konaté
Pape Moussa Konaté, noto semplicemente come Moussa Konaté (M'bour, 3 aprile 1993), è un calciatore senegalese, attaccante del Bourges Foot 18.

## Carriera

### Club
Inizia la carriera in patria nell'ASC Toure Kunda de Mbour. Nel 2011 si trasferisce agli israeliani del Maccabi Tel Aviv, con cui segna 8 gol in 38 partite di campionato, oltre a 2 gol in 9 partite di Europa League e un gol in 5 partite di Coppa d'Israele.
Dopo i Giochi olimpici disputati a Londra, firma un contratto triennale con il club russo del Krasnodar per circa 2 milioni di euro. Il 2 settembre 2012 debutta con la nuova squadra nella partita di campionato persa per 1-0 contro il CSKA Mosca. Il 4 novembre 2012 segna il suo primo gol con la maglia del Krasnodar, nella partita vinta per 2-0 contro la Dinamo Mosca Termina la stagione con 10 presenze ed un gol.
L'11 luglio 2013 passa alla società italiana del Genoa in prestito con diritto di riscatto. Fa il suo esordio con la maglia dei Grifoni nella partita Spezia-Genoa del 17 agosto, valida per il terzo turno di Coppa Italia. Esordisce invece in Serie A il 25 agosto seguente, nella partita Inter-Genoa, subentrando nel secondo tempo ad Andrea Bertolacci. Il 16 febbraio 2014 segna il suo primo gol in Serie A, firmando il momentaneo 1-2 nella partita casalinga contro l'Udinese conclusa poi 3-3. Terminato il prestito, a fine stagione ritorna al Krasnodar.
Il 3 settembre 2014 si trasferisce alla squadra svizzera del Sion firmando un contratto di tre anni con opzione per il quarto. La settimana successiva fa il suo esordio in campionato nella partita persa 4-1 contro lo Zurigo. Il 5 ottobre 2014 sigla la sua prima rete con la nuova maglia nella partita vinta 3-1 contro il Lucerna. Conclude la stagione con 20 reti in 32 partite totali.
Il 13 agosto 2017 viene acquistato dall'Amiens. Il 20 ottobre 2020 viene ceduto al Digione. Il 14 settembre 2021 viene ceduto in prestito all'Espérance.

### Nazionale
Dopo varie esperienze con le nazionali giovanili Under-20 ed Under-23, nel 2011 esordisce con la nazionale maggiore, con cui ha segnato un gol in 3 partite. Partecipa inoltre ai Giochi Olimpici di Londra 2012, nei quali è sceso anche in campo nella prima partita del girone eliminatorio, segnando il gol del definitivo 1-1. Nella seconda partita del torneo segna entrambi i gol della vittoria contro l'Uruguay.
Nel 2015 e nel 2017 partecipa alla Coppa d'Africa, mentre nel 2018 viene convocato per i Mondiali. Successivamente viene convocato anche per la Coppa d'Africa 2019.

## Statistiche

### Presenze e reti nei club
Statistiche aggiornate al 12 maggio 2018.
| Stagione         | Squadra          | Campionato       | Campionato | Campionato | Coppe nazionali | Coppe nazionali | Coppe nazionali | Coppe continentali | Coppe continentali | Coppe continentali | Altre coppe | Altre coppe | Altre coppe | Totale | Totale |
| Stagione         | Squadra          | Comp             | Pres       | Reti       | Comp            | Pres            | Reti            | Comp               | Pres               | Reti               | Comp        | Pres        | Reti        | Pres   | Reti   |
| ---------------- | ---------------- | ---------------- | ---------- | ---------- | --------------- | --------------- | --------------- | ------------------ | ------------------ | ------------------ | ----------- | ----------- | ----------- | ------ | ------ |
| 2011-2012        | Maccabi Tel Aviv | LhA              | 24+5       | 4+1        | CI              | -               | -               | UEL                | 9                  | 2                  | -           | -           | -           | 38     | 7      |
| 2012-2013        | Krasnodar        | PL               | 10         | 1          | CR              | 2               | 0               | -                  | -                  | -                  | -           | -           | -           | 12     | 1      |
| 2013-2014        | Genoa            | A                | 25         | 1          | CI              | 1               | 0               | -                  | -                  | -                  | -           | -           | -           | 26     | 1      |
| lug.-ago. 2014   | Krasnodar        | PL               | 0          | 0          | CR              | -               | -               | UEL                | 1                  | 2                  | -           | -           | -           | 1      | 2      |
| Totale Krasnodar | Totale Krasnodar | Totale Krasnodar | 10         | 1          |                 | 1               | 0               |                    | 1                  | 2                  |             | -           | -           | 12     | 3      |
| 2014-2015        | Sion             | SL               | 27         | 16         | CS              | 5               | 4               | -                  | -                  | -                  | -           | -           | -           | 32     | 20     |
| 2015-2016        | Sion             | SL               | 29         | 10         | CS              | 3               | 1               | UEL                | 7                  | 3                  | -           | -           | -           | 39     | 14     |
| 2016-2017        | Sion             | SL               | 33         | 8          | CS              | 6               | 6               | -                  | -                  | -                  | -           | -           | -           | 39     | 14     |
| lug.-ago. 2017   | Sion             | SL               | 4          | 1          | CS              | -               | -               | UEL                | 2                  | 1                  | -           | -           | -           | 6      | 2      |
| Totale Sion      | Totale Sion      | Totale Sion      | 93         | 35         |                 | 14              | 11              |                    | 9                  | 4                  |             | -           | -           | 116    | 50     |
| 2017-2018        | Amiens           | L1               | 33         | 13         | CF+CdL          | 0+2             | 0+1             | -                  | -                  | -                  | -           | -           | -           | 35     | 14     |
| 2018-2019        | Amiens           | L1               | 27         | 7          | CF+CdL          | 1+0             | 0               | -                  | -                  | -                  | -           | -           | -           | 28     | 7      |
| 2019-2020        | Amiens           | L1               | 12         | 2          | CF+CdL          | 0+2             | 0               | -                  | -                  | -                  | -           | -           | -           | 14     | 2      |
| ago.-ott. 2020   | Amiens           | L2               | 4          | 0          | CF              | -               | -               | -                  | -                  | -                  | -           | -           | -           | 4      | 0      |
| Totale Amiens    | Totale Amiens    | Totale Amiens    | 76         | 22         |                 | 5               | 1               |                    | -                  | -                  |             | -           | -           | 81     | 23     |
| Totale carriera  | Totale carriera  | Totale carriera  | 233        | 64         |                 | 22              | 12              |                    | 19                 | 8                  |             | -           | -           | 274    | 84     |

### Cronologia presenze e reti in nazionale
| Cronologia completa delle presenze e delle reti in nazionale ― Senegal | Cronologia completa delle presenze e delle reti in nazionale ― Senegal | Cronologia completa delle presenze e delle reti in nazionale ― Senegal | Cronologia completa delle presenze e delle reti in nazionale ― Senegal | Cronologia completa delle presenze e delle reti in nazionale ― Senegal | Cronologia completa delle presenze e delle reti in nazionale ― Senegal | Cronologia completa delle presenze e delle reti in nazionale ― Senegal | Cronologia completa delle presenze e delle reti in nazionale ― Senegal |
| Data                                                                   | Città                                                                  | In casa                                                                | Risultato                                                              | Ospiti                                                                 | Competizione                                                           | Reti                                                                   | Note                                                                   |
| ---------------------------------------------------------------------- | ---------------------------------------------------------------------- | ---------------------------------------------------------------------- | ---------------------------------------------------------------------- | ---------------------------------------------------------------------- | ---------------------------------------------------------------------- | ---------------------------------------------------------------------- | ---------------------------------------------------------------------- |
| 29-2-2012                                                              | Durban                                                                 | Sudafrica                                                              | 0 – 0                                                                  | Senegal                                                                | Amichevole                                                             | -                                                                      |                                                                        |
| 25-5-2012                                                              | Marrakech                                                              | Marocco                                                                | 0 – 1                                                                  | Senegal                                                                | Amichevole                                                             | 1                                                                      |                                                                        |
| 2-6-2012                                                               | Dakar                                                                  | Senegal                                                                | 3 – 1                                                                  | Liberia                                                                | Qual. Mondiali 2014                                                    | -                                                                      |                                                                        |
| 13-10-2012                                                             | Dakar                                                                  | Senegal                                                                | 0 – 2                                                                  | Costa d'Avorio                                                         | Qual. Coppa d'Africa 2013                                              | -                                                                      |                                                                        |
| 14-11-2012                                                             | Niamey                                                                 | Niger                                                                  | 1 – 1                                                                  | Senegal                                                                | Amichevole                                                             | -                                                                      |                                                                        |
| 31-5-2014                                                              | Buenos Aires                                                           | Colombia                                                               | 2 – 2                                                                  | Senegal                                                                | Amichevole                                                             | 1                                                                      |                                                                        |
| 10-9-2014                                                              | Gaborone                                                               | Botswana                                                               | 0 – 2                                                                  | Senegal                                                                | Qual. Coppa d'Africa 2015                                              | -                                                                      |                                                                        |
| 9-1-2015                                                               | Casablanca                                                             | Senegal                                                                | 1 – 0                                                                  | Gabon                                                                  | Amichevole                                                             | -                                                                      |                                                                        |
| 13-1-2015                                                              | Casablanca                                                             | Senegal                                                                | 5 – 2                                                                  | Guinea                                                                 | Amichevole                                                             | 1                                                                      |                                                                        |
| 28-3-2015                                                              | Le Havre                                                               | Senegal                                                                | 2 – 1                                                                  | Ghana                                                                  | Amichevole                                                             | 2                                                                      | 60’                                                                    |
| 13-6-2015                                                              | Dakar                                                                  | Senegal                                                                | 3 – 1                                                                  | Burundi                                                                | Qual. Coppa d'Africa 2017                                              | 1                                                                      |                                                                        |
| 5-9-2015                                                               | Windhoek                                                               | Namibia                                                                | 0 – 2                                                                  | Senegal                                                                | Qual. Coppa d'Africa 2017                                              | -                                                                      |                                                                        |
| 8-9-2015                                                               | Johannesburg                                                           | Sudafrica                                                              | 1 – 0                                                                  | Senegal                                                                | Amichevole                                                             | -                                                                      | 46’                                                                    |
| 13-10-2015                                                             | Algeri                                                                 | Algeria                                                                | 1 – 0                                                                  | Senegal                                                                | Amichevole                                                             | -                                                                      | 79’                                                                    |
| 13-11-2015                                                             | Antananarivo                                                           | Madagascar                                                             | 2 – 2                                                                  | Senegal                                                                | Qual. Mondiali 2018                                                    | -                                                                      | 56’                                                                    |
| 17-11-2015                                                             | Dakar                                                                  | Senegal                                                                | 3 – 0                                                                  | Madagascar                                                             | Qual. Mondiali 2018                                                    | 1                                                                      | 68’                                                                    |
| 26-3-2016                                                              | Dakar                                                                  | Senegal                                                                | 2 – 0                                                                  | Niger                                                                  | Qual. Coppa d'Africa 2017                                              | -                                                                      | 63’                                                                    |
| 29-3-2016                                                              | Niamey                                                                 | Niger                                                                  | 1 – 2                                                                  | Senegal                                                                | Qual. Coppa d'Africa 2017                                              | 1                                                                      | 56’                                                                    |
| 4-6-2016                                                               | Bujumbura                                                              | Burundi                                                                | 0 – 2                                                                  | Senegal                                                                | Qual. Coppa d'Africa 2017                                              | -                                                                      | 79’                                                                    |
| 8-10-2016                                                              | Dakar                                                                  | Senegal                                                                | 2 – 0                                                                  | Capo Verde                                                             | Qual. Mondiali 2018                                                    | -                                                                      | 76’ 75’                                                                |
| 12-11-2016                                                             | Polokwane                                                              | Sudafrica                                                              | 2 – 1                                                                  | Senegal                                                                | Qual. Mondiali 2018                                                    | -                                                                      | 60’                                                                    |
| 8-1-2017                                                               | Brazzaville                                                            | Libia                                                                  | 1 – 2                                                                  | Senegal                                                                | Amichevole                                                             | -                                                                      | 72’                                                                    |
| 23-1-2017                                                              | Franceville                                                            | Senegal                                                                | 2 – 2                                                                  | Algeria                                                                | Coppa d'Africa 2017 - 1º turno                                         | -                                                                      | 90+4’                                                                  |
| 10-11-2017                                                             | Polokwane                                                              | Sudafrica                                                              | 0 – 2                                                                  | Senegal                                                                | Qual. Mondiali 2018                                                    | -                                                                      | 78’                                                                    |
| 23-3-2018                                                              | Kota Bharu                                                             | Senegal                                                                | 1 – 1                                                                  | Uzbekistan                                                             | Amichevole                                                             | 1                                                                      |                                                                        |
| 31-5-2018                                                              | Lussemburgo                                                            | Lussemburgo                                                            | 0 – 0                                                                  | Senegal                                                                | Amichevole                                                             | -                                                                      |                                                                        |
| 11-6-2018                                                              | Grödig                                                                 | Senegal                                                                | 2 – 0                                                                  | Corea del Sud                                                          | Amichevole                                                             | 1                                                                      | 63’                                                                    |
| 19-6-2018                                                              | Mosca                                                                  | Polonia                                                                | 1 – 2                                                                  | Senegal                                                                | Mondiali 2018 - 1º turno                                               | -                                                                      | 75’                                                                    |
| 28-6-2018                                                              | Samara                                                                 | Senegal                                                                | 0 – 1                                                                  | Colombia                                                               | Mondiali 2018 - 1º turno                                               | -                                                                      | 80’                                                                    |
| 9-9-2018                                                               | Antananarivo                                                           | Madagascar                                                             | 2 – 2                                                                  | Senegal                                                                | Qual. Coppa d'Africa 2019                                              | 1                                                                      | 90’                                                                    |
| 23-3-2019                                                              | Dakar                                                                  | Senegal                                                                | 2 – 0                                                                  | Madagascar                                                             | Qual. Coppa d'Africa 2019                                              | -                                                                      | 69’                                                                    |
| 26-3-2019                                                              | Dakar                                                                  | Senegal                                                                | 2 – 1                                                                  | Mali                                                                   | Amichevole                                                             | 1                                                                      | 59’                                                                    |
| 23-6-2019                                                              | Il Cairo                                                               | Senegal                                                                | 2 – 0                                                                  | Tanzania                                                               | Coppa d'Africa 2019 - 1º turno                                         | -                                                                      | 83’                                                                    |
| 1-7-2019                                                               | Il Cairo                                                               | Kenya                                                                  | 0 – 3                                                                  | Senegal                                                                | Coppa d'Africa 2019 - 1º turno                                         | -                                                                      | 74’                                                                    |
| Totale                                                                 |                                                                        | Presenze                                                               | 34                                                                     |                                                                        | Reti (9º posto)                                                        | 12                                                                     |                                                                        |

| Cronologia completa delle presenze e delle reti in nazionale ― Senegal olimpica | Cronologia completa delle presenze e delle reti in nazionale ― Senegal olimpica | Cronologia completa delle presenze e delle reti in nazionale ― Senegal olimpica | Cronologia completa delle presenze e delle reti in nazionale ― Senegal olimpica | Cronologia completa delle presenze e delle reti in nazionale ― Senegal olimpica | Cronologia completa delle presenze e delle reti in nazionale ― Senegal olimpica | Cronologia completa delle presenze e delle reti in nazionale ― Senegal olimpica | Cronologia completa delle presenze e delle reti in nazionale ― Senegal olimpica |
| Data                                                                            | Città                                                                           | In casa                                                                         | Risultato                                                                       | Ospiti                                                                          | Competizione                                                                    | Reti                                                                            | Note                                                                            |
| ------------------------------------------------------------------------------- | ------------------------------------------------------------------------------- | ------------------------------------------------------------------------------- | ------------------------------------------------------------------------------- | ------------------------------------------------------------------------------- | ------------------------------------------------------------------------------- | ------------------------------------------------------------------------------- | ------------------------------------------------------------------------------- |
| 26-7-2012                                                                       | Manchester                                                                      | Regno Unito Olimpica                                                            | 1 – 1                                                                           | Senegal Olimpica                                                                | Olimpiadi 2012 - 1º turno                                                       | 1                                                                               |                                                                                 |
| 29-7-2012                                                                       | Londra                                                                          | Senegal Olimpica                                                                | 2 – 0                                                                           | Uruguay Olimpica                                                                | Olimpiadi 2012 - 1º turno                                                       | 2                                                                               |                                                                                 |
| 1-8-2012                                                                        | Coventry                                                                        | Senegal Olimpica                                                                | 1 – 1                                                                           | Emirati Arabi Uniti Olimpica                                                    | Olimpiadi 2012 - 1º turno                                                       | 1                                                                               |                                                                                 |
| 4-8-2012                                                                        | Londra                                                                          | Messico Olimpica                                                                | 4 – 2                                                                           | Senegal Olimpica                                                                | Olimpiadi 2012 - Quarti di finale                                               | 1                                                                               |                                                                                 |
| Totale                                                                          |                                                                                 | Presenze                                                                        | 4                                                                               |                                                                                 | Reti                                                                            | 5                                                                               |                                                                                 |

## Palmarès

### Club

#### Competizioni nazionali
- Coppa Svizzera: 1

Sion: 2014-2015